# Walton Castle (Suffolk)

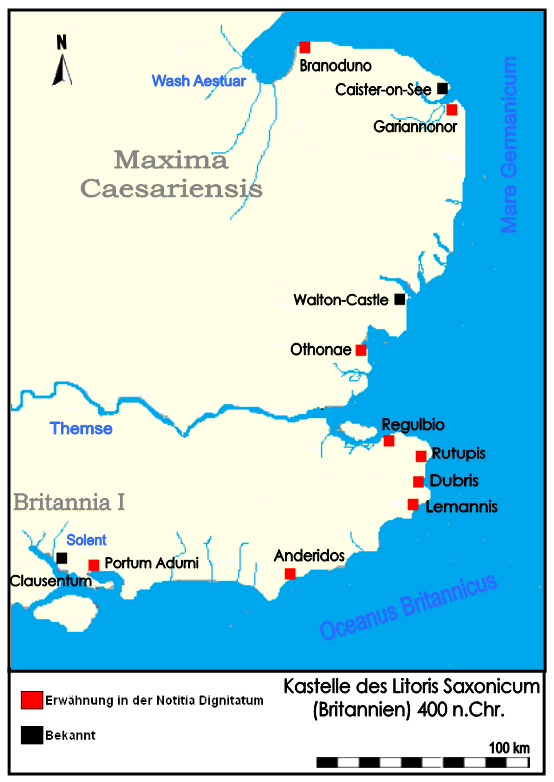

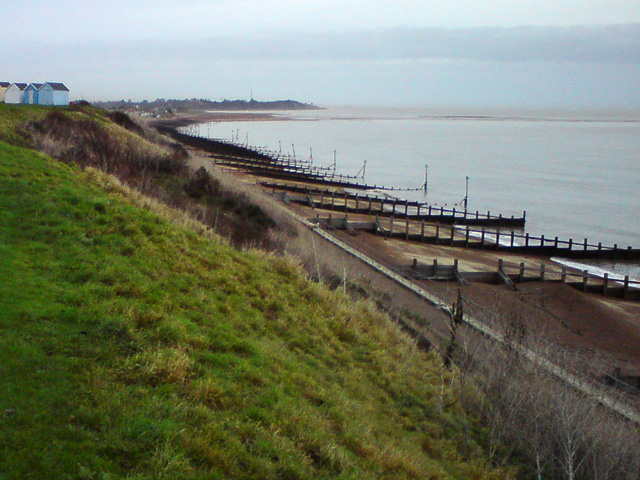
Küste bei Felixstowe, Blick nach NO

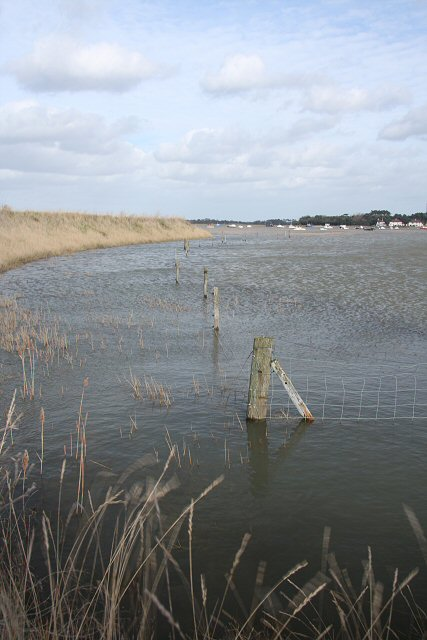
Mündung des Deben in die Nordsee

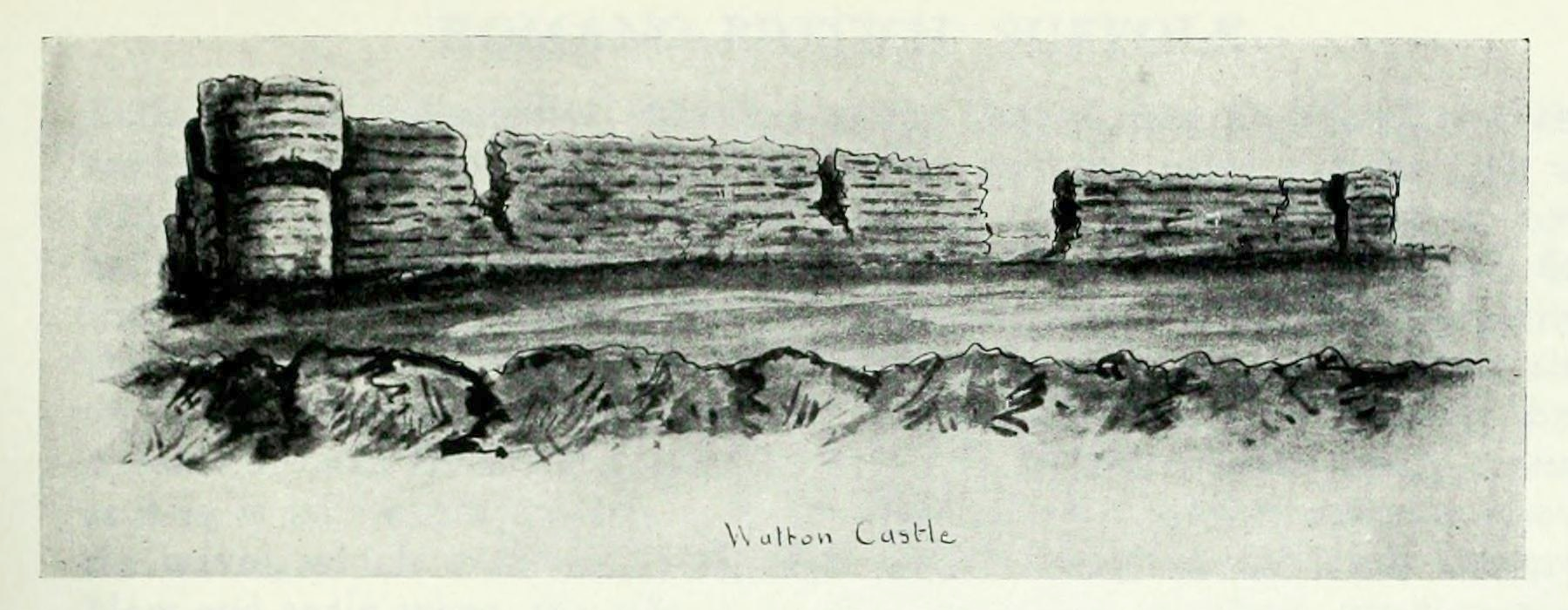
Zeichnung der Ostmauer um 1623

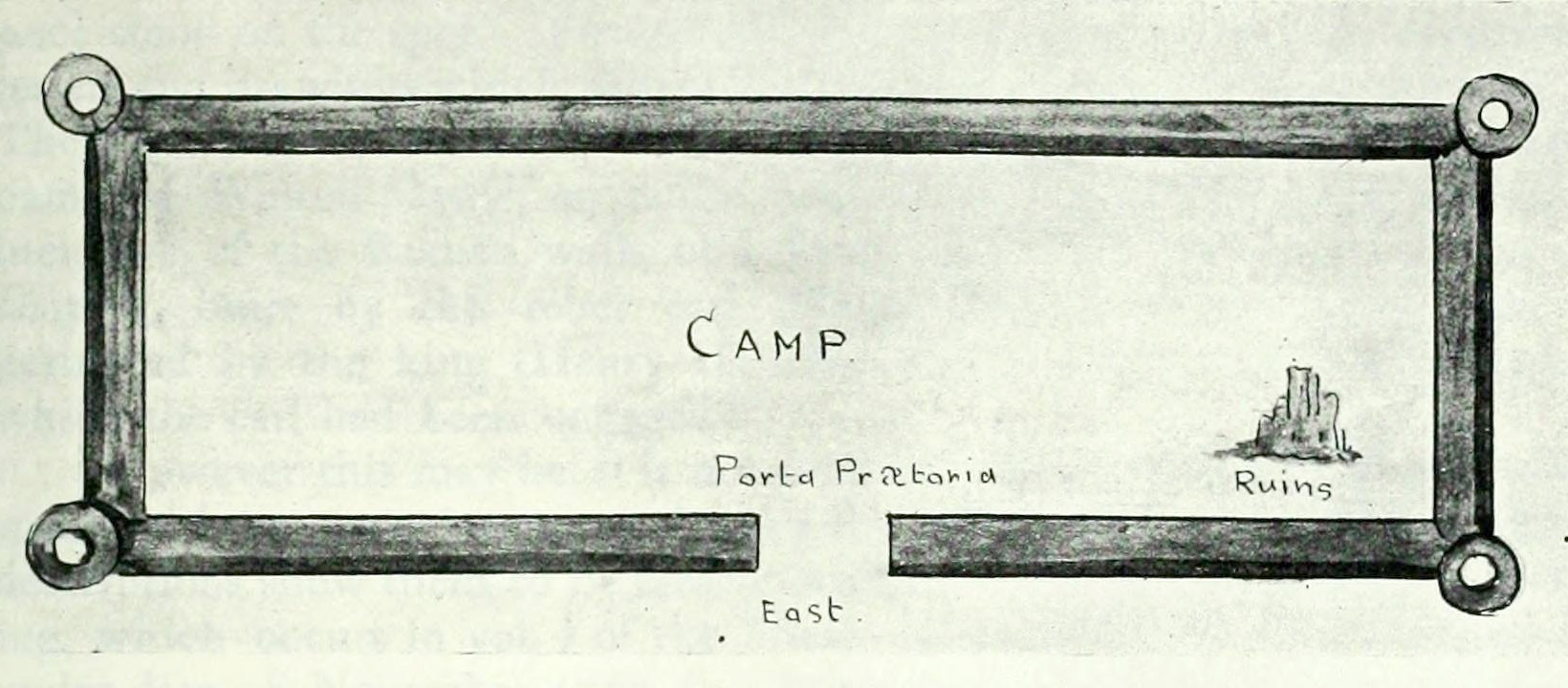
Draufsicht (1623)

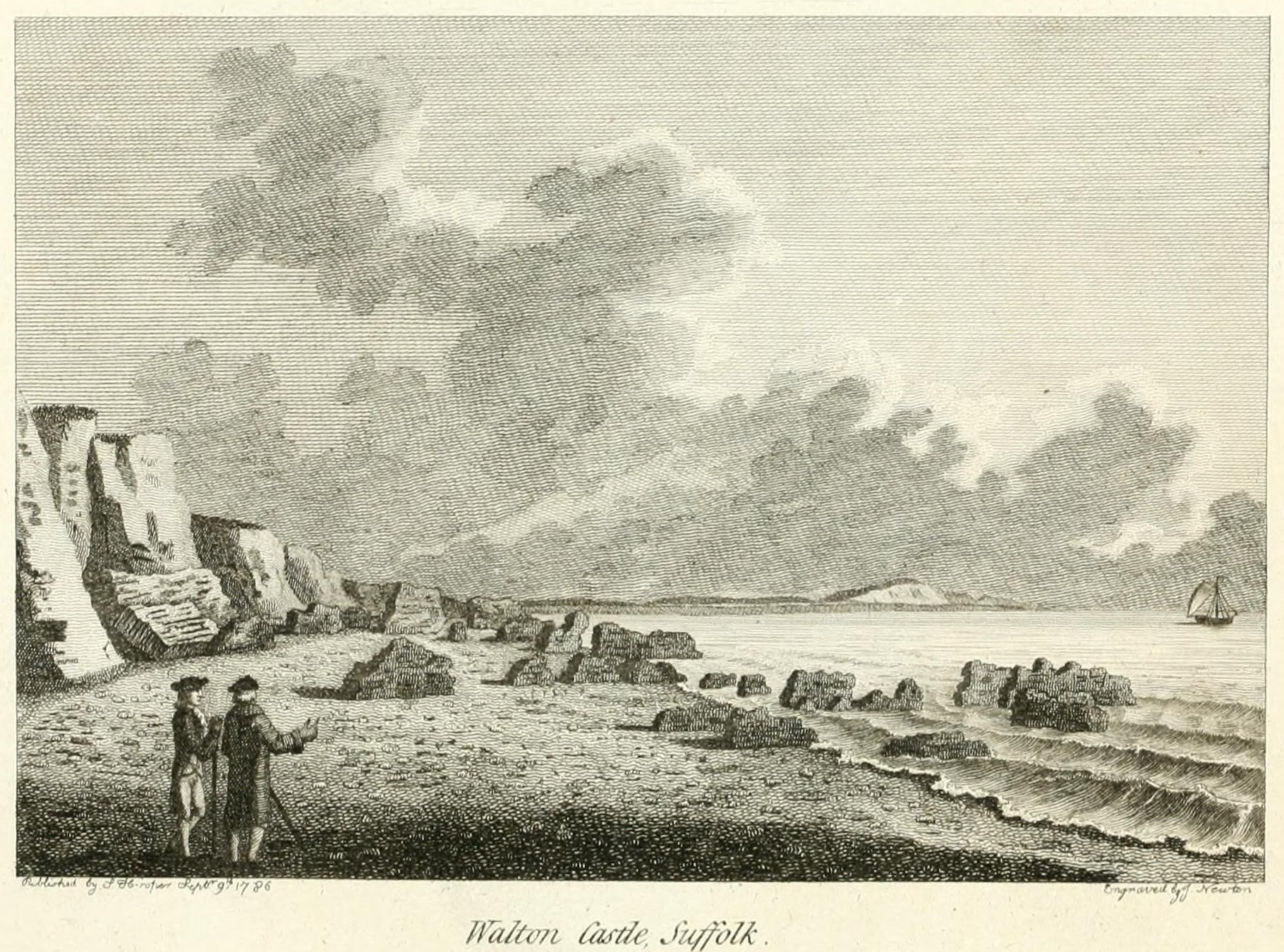
Das schon völlig zerstörte Kastell um 1766, Zeichnung von Francis Grose

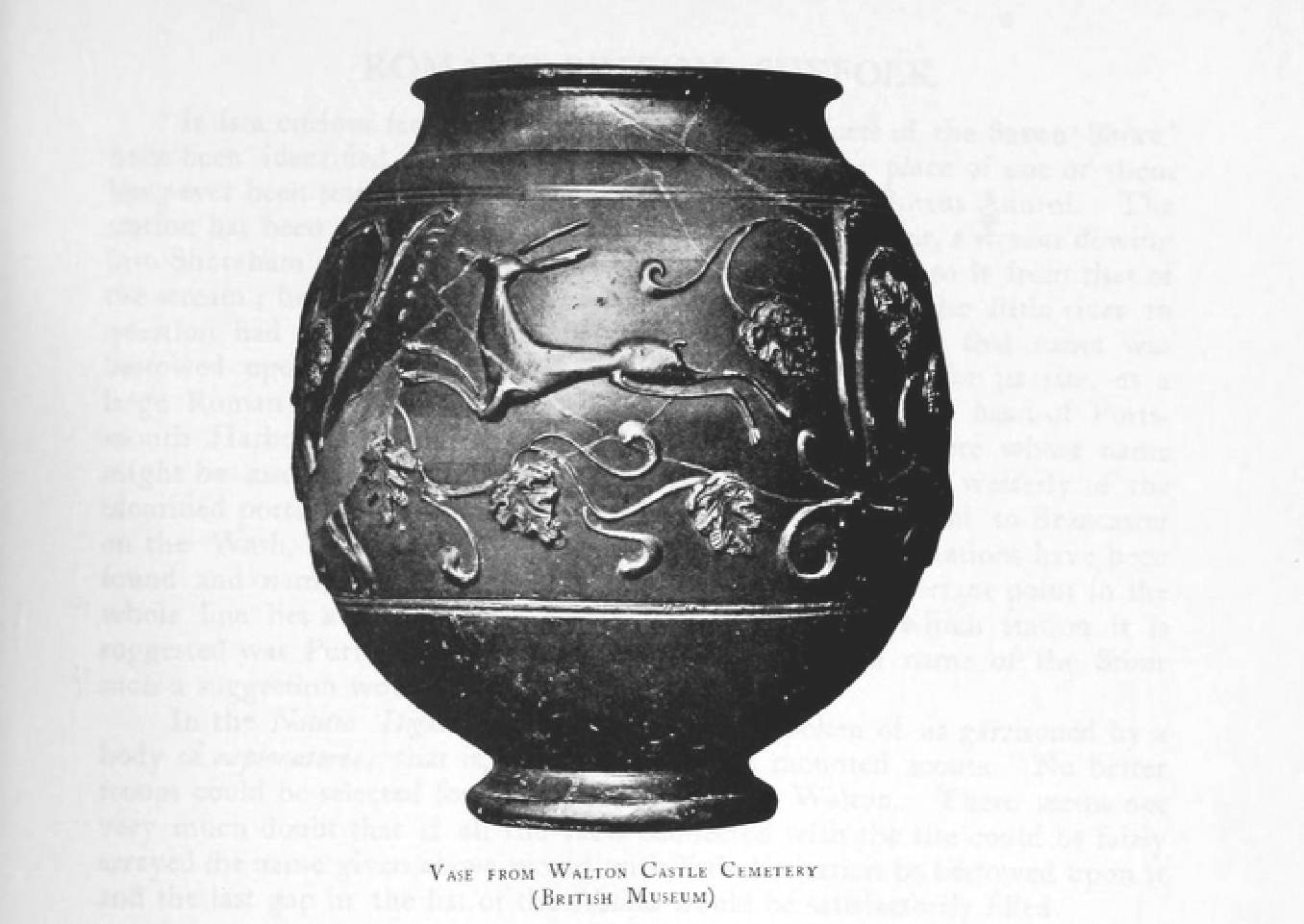
Römische Vase aus Walton Castle mit der Darstellung einer Jagdszene, verziert mit Pflanzenornamenten, gefunden Ende des 19. Jahrhunderts

Walton Castle ist der heutige Name eines römischen Kastells bei Felixstowe, Grafschaft Suffolk, England. Es war Bestandteil der Festungskette des spätantiken „litus saxonicum“ (Sachsenküste/Wash-Solent-Limes) und sicherte einen Abschnitt an der Südostküste Britanniens (insbesondere die Mündung des Deben) vor Piraten und feindlichen Invasoren. Nach Abzug der Römer wurde am Kastellstandort ein Kloster eingerichtet. Gegen Ende des 12. Jahrhunderts wurde in einer der Lagerecken von den Normannen eine Befestigung erbaut. Sie wurde etwas später von König Heinrich II. wieder beseitigt. Das Kastell wurde wegen der stetig voranschreitenden Küstenerosion spätestens am Ende des 18. Jahrhunderts vollkommen zerstört. Es gibt archäologische Beweise für einen römischen Hafen in Walton Castle sowie einer römischen Villa.

## Lage und Name
Walton liegt zwischen den Mündungen der Flüsse Orwell und Deben und gehört zum Gemeindegebiet von Felixstowe. Da der römische Name des Kastells in keiner antiken Quellen überliefert wurde und es auch nicht im diesbezüglichen Teil der Notitia Dignitatum (ND occ. XXVIII) angeführt wird, ist diese archäologische Stätte heute nur als Walton Castle bekannt. Das römische Kastell bedeckte eine ähnlich große Fläche wie Gariannonum (Burgh Castle) und stand auf einem 30 m hohen Plateau, westlich des Küstenforts von Brackenbury und Bull's Cliff.

## Forschungsgeschichte
Die Kastellruine wurde im 17. und 18. Jahrhundert u. a. von Francis Grose, Isaac Johnson und anderen auf Zeichnungen festgehalten. Besonders im 19. Jahrhundert wurden immer wieder antike Funde (Gräber, Keramik, Glas, Schmuck, Münzen etc.) in den Klippen rund um Walton Castle gemacht. Im Jahre 1853 wurden z. B. von einem gewissen Professor Henslow an einer Klippe zwei Skelette geborgen. Als Grabbeigaben fanden sich u. a. vier Bronzearmreife, die mitsamt den Knochen in das Museum in Ipswich gebracht wurden. Einer ist heute noch dort zu sehen. 1878 wurden auf dem Gelände zwischen der Kirche Saint Peter and Paul und dem Strand mehrere römische Körperbestattungen freigelegt. 1885 berichtete die Society of Antiquaries, dass nahe der Saint Peter and Paul Kirche auf einem Feld namens Great Long-Dole (the Park) erneut zahlreiche römerzeitliche Funde geborgen wurden. Es handelte sich dabei um eine schön gearbeitete Vase (samien ware) und Münzen aus der Zeit des Septimius Severus, Gordianus, Gallienus, Victorinus, Constantinus und Arcadius. Weiters wurden auch einige mit Steinen verschlossene Urnen geborgen, die noch die Asche und Knochenreste der Verstorbenen enthielten. 1897 grub Frank Woolnough, Kurator des Museums von Ipswich zusammen mit Gerald Arbuthnot, ein Archäologe aus London, in den Klippen von Felixstowe eine römische Müllgrube aus, die römisch-britische Keramikscherben, Austern und Tierknochen von Ochsen, Schafen und Schweinen enthielt. 1920 wurde bei einer Klippe nördlich von Brackenbury von H.C.E. Hopegood ein römischer Verwahrfund entdeckt. Er enthielt eine vergoldete Mantelfibel aus dem Jahr 300, Münzen des Postumus und Tetricus von 269 und Kieferknochen von diversen Tieren. 1960 führte die Felixstowe Archeolocial Movement (FAV), ein kurzlebiger Grabungsverein junger Studenten, eine Grabung an der Cliff Road und St. George Road durch. Dabei konnten sie die Reste einer römischen Straße freilegen. Die mittelalterlichen Klosterruinen nahe dem Kastell standen noch bis ins späte 18. Jahrhundert und wurden 1970 von Stanley West genauer untersucht. 1995 wurde nahe der Brackenbury Battery ein Suchgraben angelegt der u. a. römische Keramik aus dem 2. und 3. Jahrhundert n. Chr. enthielt.

## Entwicklung
Es gibt archäologische Beweise für Landwirtschaftstätigkeit, die in der Bronzezeit, in der Nähe von Walton Hall betrieben wurde. Ein spätbronzezeitlicher Hort mit einer Typ-4 Widerhakenspitze und einer Axtklinge wurde im 19. Jahrhundert beim Eisenbahnbau westlich von Lilds-Site entdeckt (FEX 010). Keramikfunde lassen anmnehmen, dass der Ort schon seit dem 2. Jahrhundert von den Römern besiedelt wurde. Die Münzreihe beginnt bei Exemplaren aus 41 n. Chr. und reicht bis ins Jahr 402. Eine dieser Münzen stammt aus der Zeit zwischen 157 und 158 (Regierungszeit des Antoninus Pius) und wurde westlich von Lidls-Site geborgen.

### 3. bis 5. Jahrhundert
Im frühen 3. Jahrhundert könnte es einer der Nachschubbasen für den Feldzug des Septimius Severus und seiner Söhne in den Norden Britanniens gewesen sein. In seiner Chronik aus der zweiten Hälfte des 4. Jahrhunderts n. Chr. berichtete Eutrop, dass der Flottenadmiral Carausius um 285 n. Chr. den Befehl erhielt, den Ärmelkanal von Portus Itius (Boulogne-sur-Mer) aus zu befrieden, der von Piraten unsicher gemacht worden sei, die Eutrop als „Franken“ und „Sachsen“ bezeichnete. Die dabei erwähnten Überfälle auf die britannische und gallische Küste behinderten im zunehmenden Maße den zivilen Seeverkehr und vor allem die Überführung von britannischen Handelswaren und Edelmetallen nach Gallien und Rom. Aufgrund der zunehmenden Gefährdung der Schifffahrt im Ärmelkanal organisierte Carausius, später der Gründer des sog. „Britannischen Sonderreiches“, um das Jahr 287 die Verteidigung der britannischen Kanalküste neu. Durch Neu- oder Umbau schon bestehender Anlagen schufen er und sein Nachfolger Allectus nach und nach eine dichte Kette aus teilweise stark befestigten Kastellen, in die auch das Lager von Walton miteinbezogen wurde. Die römische Besatzung dürfte u. a. auch im großen Stil die örtlichen Austernbänke ausgebeutet haben. Die Soldaten vergruben die ausgenommenen Schalen am Strand. Bis heute werden manchmal noch große Mengen davon an Land gespült.
Erbaut wurde das Kastell wahrscheinlich zwischen 276 und 285 n. Chr. Ein weiterer Grund für den Ausbau der Befestigungslinie am Ärmelkanal war sicher auch die Furcht vor der Invasion einer Armee der römischen Zentralregierung. Spätestens als die römische Armee unter Flavius Stilicho 398 in Britannien militärisch noch einmal im großen Stil aktiv wurde, richtete die römische Verwaltung auf beiden Seiten des Kanals einen eigenen Militärbezirk, den litus saxonicum (Sachsenküste) ein. Das weitverzweigte Flusssystem Britanniens ermöglichte es den germanischen Eindringlingen, mit ihren kleinen flachgehenden Ruderbooten rasch ins Innere der Insel voranzukommen. Ihre Besatzungen standen sicher auch mit den römischen Militärlagern am gallischen Ufer des litus saxonicum in Verbindung.

### 7. bis 13. Jahrhundert
Während des frühen 7. Jahrhunderts, zur Zeit, als das angelsächsische Königsgrab von Sutton Hoo angelegt wurde, war Walton ein wichtiger Bestandteil der angelsächsischen Königsgüter. Es dürfte auch einer von zwei möglichen Standorten sein (der andere ist Dunwich), an denen das, von zahlreichen Legenden umwobene, frühmittelalterliche Kloster von Dommoc vermutet wird. Dommoc soll – laut Beda Venerabilis – die Residenz des Felix von Burgund, dem ersten bekannten Bischof der Ostangeln, gewesen sein. Er missionierte hier ab 630, während der Herrschaft von König Sigebert (630–635). Dommoc war möglicherweise bis ins 9. Jahrhundert Bischofsresidenz.
Zur Zeit der normannischen Machtübernahme wurde die Besitzungen des Gut Walton mit denen von Falkenham vereint. Das Kastell wurde nun als „Burch“ bezeichnet, abgeleitet vom angelsächsischen „Burgh“ (Wehrdorf). Bald danach beauftragte Roger Bigod († 1077), der erste Earl of Norfolk, die Mönche von Rochester, zur Erinnerung an den heiligen Felix im römischen Kastell ein Kloster zu gründen. Ein Teil des Kastells wurde um 1170 von Hugh Bigod, Rogers zweitem Sohn, wieder neu befestigt, später aber von König Heinrich II. (1154–1189) wieder eingezogen und besetzt. Zwischen 1175 und 1176 wurde die Festung im Auftrag von Heinrich abgetragen, da er Baumaterial für eine neue Burg in Orford benötigte. Dennoch scheint es, dass ein Großteil der römischen Mauern auch diese Zerstörungen überstanden hatten. Um 1317 drohte durch die rasch fortschreitende Bodenerosion der Einsturz der Klostergebäude und die Mönchsgemeinschaft von Walton musste in die Abtei von Meadow, Kirche St. Mary übersiedeln. Während des 13. Jahrhunderts taucht erstmals der Name Felixstowe auf, der Burch bald ersetzte und eine größere Siedlung bezeichnete, die auch Walton miteinbezog.

### Neuzeit
Die Mauern standen vermutlich noch bis ins Jahr 1623 zum größten Teil aufrecht. Bis 1722 war zumindest einer der Wälle auf der Langseite aufgrund der stetigen Unterspülung der Klippe durch die Brandung auf den Strand hinabgestürzt. In Kirbys „Suffolk Reisen“ (2. Auflage, 1754) heißt es, dass um 1740 nur noch die Westmauer der Festung stand. Als Francis Grose im Jahr 1786 sein Werk „The Antiquities of England and Wales“ veröffentlichte, zeigt ein – 1766 angefertigtes – Bild darin nur noch einige verstreute Bruchstücke der Kastellmauer am Strand unterhalb der Steilküste. Bei Einsetzen der Ebbe kann man heute immer noch einige Reste der römischen Mauern erkennen.

## Kastell
Die Abbildungen aus dem 17. Jahrhundert lassen annehmen, dass die langrechteckige Befestigung der von Gariannonum sehr ähnlich, wenn auch etwas kleiner war. Zudem verfügte sie offenbar über keine Zwischentürme. Nur die vier Kastellecken waren durch vorkragende Rundtürme verstärkt. Einziger Zugang war ein Tor (porta praetoria) in der Ostmauer. Auf den Zeichnungen sind auch die für die Spätantike typischen Ziegelbänder zu erkennen. Spuren der Innenbebauung waren noch an der NO-Ecke sichtbar. Die Ziegelbänder werden auch in der Beschreibung eines gewissen Dr. Knight erwähnt, der angab, dass sich die Mauer aus vielen verschiedenen Steinmaterialien, darunter vor allem Ziegeln, zusammensetzte. Die ursprünglich abgerundeten Ecken lassen den Schluss zu, dass das Kastell gleichzeitig mit der Anlagen von Garrianonum (Burgh Castle) und Othona (Bradwell-on-Sea) errichtet und vielleicht ebenfalls erst etwas später mit den außen angesetzten Rundtürmen versehen wurde.
Seine Reste wurden von Knight 1722 wie folgt beschrieben:
"Die Westmauer ist etwa 100 Yards (91,4 Meter) lang und ragt noch fünf Fuß (1,5 Meter) über dem Boden auf, sie ist 12 Fuß (3,6 Meter) breit und biegt an beiden Enden winkelförmig ab. Sie besteht aus Bruchsteinen und dreifachen Ziegelbändern. Im Umkreis sind überall noch Spuren von anderen Gebäuden zu erkennen. Mehrere große Bruckstücke der Mauer und Ziegelhaufen liegen auf dem Strand unterhalb der Klippe. Bei niedrigem Wasserstand ist in einiger Entfernung im Meer noch viel mehr davon zu sehen, darunter zwei komplette Säulen. Die Klippe ist 100 Fuß (35 Meter) hoch. "
In einem 1754 abgefassten Bericht wird die Länge der Westmauer etwas genauer mit 187 Yards (171 Meter) angegeben, ihre Breite soll laut diesem aber nur neun Fuß (2,7 Meter) betragen haben.

## Garnison
Da das Kastell in der Notitia Dignitatum nicht erwähnt wird, ist seine Besatzungseinheit mangels anderer Quellen bislang unbekannt geblieben. Die Truppen des Küstenschutzes im südöstlichen Britannien wurden laut der Notitia im 4. und 5. Jahrhundert von einem Comes litoris Saxonici per Britanniam befehligt. Ob im Hafen des Kastells auch Einheiten der Kanalflotte (Classis Britannica) dauerhaft stationiert waren, ist ebenfalls nicht überliefert, aber aufgrund der Lage des Kastells doch sehr wahrscheinlich.

## Vicus und Hafen
Zahlreiche römische Funde in der Nähe des Kastells deuten auf die Existenz einer größeren römischen Zivilsiedlung die über einen langen Zeitraum Bestand hatte. Vermutlich der vicus des Kastells. Er erstreckte sich vermutlich bis zur heutigen Cliff Road und Golf Road, südwestlich des Kastells (Funde von Dach- und Hohlziegeln). Der Hafen könnte sich entweder in einer geschützten Bucht (The Dip), südwestlich des Kastells oder an der Mündung des Deben, nördlich davon befunden haben.